# SIM-IM

Logo komunikatora

SIM-IM (SIM Instant Messenger) – wieloprotokołowy komunikator internetowy oparty na licencji GNU General Public License (GPL). SIM dostarcza obsługę pluginów rozszerzających możliwości programu oraz obsługę różnych protokołów. Działa na systemach z Qt i X11 (opcjonalnie z obsługą KDE), MS Windows i OS X.